# VDL Bus Chassis
VDL Bus Chassis é uma construtora de ônibus neerlandesa com sede em Eindhoven.
A empresa fazia parte da construtora de camin(h)ões DAF, mas separou-se da DAF em 1990. Sob o nome de DAF Bus Internacional iniciou uma associação com o grupo industrial United Bus, do qual Den Oudsten e BOVA, entre outros, fazem parte. Essa associação não teve sucesso, e após a falência em 1993, a empresa passou a fazer parte do VDL Groep. Em setembro de 2003, a empresa foi rebatizada como VDL Bus Internacional e em 5 de setembro de 2008 adotou o nome a(c)tual, VDL Bus Chassis.